# Le sirene di Titano
Le sirene di Titano (The Sirens of Titan, 1959) è il secondo romanzo di Kurt Vonnegut. Pur essendo un'opera di genere fantascientifico, e proponendo gran parte degli archetipi di questo genere, il libro tratta i temi che in seguito Vonnegut avrebbe sviluppato anche in opere non di genere fantastico contenendo elementi di satira sociale e antimilitarista, riflessioni filosofiche sul tema del libero arbitrio e antropologiche sull'essenza della religione e così via. In questo romanzo compaiono per la prima volta gli abitanti del pianeta Tralfamadore, citati anche in molte altre opere fantascientifiche di Vonnegut (incluso Mattatoio n. 5). Nel 1960 il libro è stato candidato al Premio Hugo per il miglior romanzo.

## Trama
(Traduzione di Vincenzo Mantovani, Feltrinelli.)
Uno strano fenomeno, che attira numerosissimi curiosi, avviene con cadenza periodica a Newport in Rhode Island. Winston Niles Rumford ed il suo cane Kazak si "materializzano" e per poco tempo ritornano fra le mura domestiche, la sontuosa villa in marmo dove ancora vive Beatrice, la moglie di Winston.
Winston, uomo di stile e ardimento, la prima persona a possedere una nave spaziale privata, era sparito tempo addietro mentre, ai comandi della stessa, era in viaggio verso pianeti remoti, risucchiato in un infundibulo cronosinclastico non segnato sulle carte, a due giorni da Marte.
Difficile spiegare cosa sia un infundibolo cronosinclastico, la migliore spiegazione è quella che dà il dottor Cyril Hall nella Enciclopedia per ragazzi di meraviglie e cose da fare:

(Traduzione di Vincenzo Mantovani, Feltrinelli.)
L'infundibolo cronosinclastico è il luogo dove tutte le specie di verità si incastrano perfettamente fra loro, il luogo dove tempo e spazio perdono significato e dove Winston, forse, ha scoperto il significato della vita sulla Terra.
Gli uomini più importanti e dotti fanno a gara per assistere alla materializzazione e stavolta fra gli spettatori, invitato direttamente da Winston, c'è anche Malachi Constant, l'uomo più ricco degli Stati Uniti.
Durante l'incontro Winston racconta a Constant tutto ciò che lo attende nel prossimo futuro, una sequenza di avvenimenti che stravolgerà il corso della sua vita e la storia della Terra, avvenimenti che potrebbero sembrare improbabili e che tuttavia devono per forza accadere.
Come previsto da Winston, Malachi Constant da "Vagabondo dello Spazio" sarà il protagonista quasi inconsapevole di una sorta di Odissea nel Sistema solare, e passeranno molti anni prima che il significato degli avvenimenti cominci a divenire più chiaro.

## Edizioni
- Kurt Vonnegut, The Sirens of Titan, Dell Publishing, 1959,  pp. 319, ISBN 978-0-385-33349-8.
- Kurt Vonnegut, Le sirene di Titano, traduzione di Roberta Rambelli e T. Bordi, collana Cosmo Oro, Editrice Nord, 1981,  p. 224.
- Kurt Vonnegut, Le sirene di Titano, traduzione di Vincenzo Mantovani, Eleuthera, 1993,  p. 288, ISBN 978-88-85861-27-5.
- Kurt Vonnegut, Le sirene di Titano, traduzione di Vincenzo Mantovani, collana I Narratori, Feltrinelli, 2006,  p. 251, ISBN 88-07-01703-2.
- Kurt Vonnegut, Le sirene di Titano, collana Tascabili narrativa, traduzione di Vincenzo Mantovani, Milano, Bompiani, luglio 2020, ISBN 9788830103832.

## Nella cultura popolare
Brian Warren, frontman della band indie rock di San Diego Weatherbox, ha affermato di aver usato il romanzo come testo divinatorio nella composizione dell'album del 2009 della band Il dramma cosmico.
In un episodio del 2013 della sitcom animata FX Archer, i due personaggi principali vengono inviati a Tangeri al fine di salvare un agente amichevole, un grande mastino inglese di nome Kazak (un riferimento al romanzo).
Boaz e Unk sono i nomi dei due personaggi principali del film coreano Volti annullati, diretto da Lior Shamriz e ha debuttato al Festival di Berlino nel 2015. Verso il culmine del film, Boaz dice al suo amico: Non rendermi veritiero Zio, e io non verrò sinceramente con te - una citazione diretta dal libro.